# Derby calcistici in Francia
Il calcio pionieristico francese era caratterizzato dalla presenza di poche squadre nelle stesse città e i numerosi incontri fra sodalizi del medesimo nucleo urbano costituivano addirittura la fase preliminare del campionato, valida per l'accesso alle finali nazionali.
In Francia i derby tra squadre della stessa città sono molto rari, infatti in Francia vale la regola « une ville, un club » (una città, un club), che consiste nell'avere una sola squadra per città. Questa regola non vale per le Ligues régionales ("Divisioni regionali"), infatti a Strasburgo le due squadre della città, Racing Club de Strasbourg e Association sportive de Strasbourg, giocano ambedue nel DH Alsace, campionato regionale che si svolge in Alsazia. Negli anni passati in Division 1 e in altri campionati francesi inferiori, i derby fra cittadine era più frequente, specialmente tra le squadre di Parigi (RC Paris, Red Star, Stade Français, PSG e Paris FC), invece oggi sono veramente rare.
I derby regionali, invece, sono considerati come delle feste regionali. Un esempio è il derby in Alsazia nella stagione 2010-2011, dove il Strasburgo e il Colmar si sono scontrati e il presidente del Strasburgo Jafar Hilali disse: "Un beau derby" (un bel derby).
Invece i derby per rivalità sono molto frequenti, codesti nascono soprattutto per vicinanza geografica, come quello tra il Monaco e il Nizza, e perché si trovano spesso insieme sul podio del campionato, come negli anni 60-70 quando il Nantes e il Saint-Étienne, infatti lottavano per avere il primato nel titolo di campione di Francia.
Di seguito vengono riportati i derby disputati almeno una volta nei campionati di Ligue 1 e/o Ligue 2 a girone unico.

## Stracittadine
- Derby di Parigi (Le derby de Paris): questo derby, il più antico di Francia, vede il Red Star contrapporsi alle altre formazioni: il Racing Club di Parigi, lo Stade Français, il Paris SG, il Paris FC, l'US Créteil, il Paris 13 Atletico, e il CA Parigi. Il derby rimane comunque Red Star-RC Parigi, un incontro che spesso rappresenta per i tifosi delle due squadre la gara principale della stagione.
- Derby di Lilla (Le derby de Lille): è un derby storico, che vide affrontarsi i maggiori club di Lilla, Olympique Lillois-SC Fives, che nel 1944 si sono fuse ed hanno formato l'odierna LOSC Lille. Si svolse ufficialmente per la prima volta nel 1933, con successo biancoazzurro.
- Derby di Ajaccio (Le derby de Ajaccio): AC Ajaccio-GFC Ajaccio, è il derby seguito con più passione dalle due tifoserie che, in caso di vittoria nella stracittadina, possono ritenere appagata mezza stagione (per la prima serve battere anche il Bastia per concluderla al meglio). Si svolse ufficialmente per la prima volta (tra AC Ajaccio e GFC Ajaccio) nel 2014, con successo biancorosso[4].
- Derby di Bastia (Le derby de Bastia): SC Bastia vs CA Bastia, è un derby svolto a Bastia, stracittadina della Corsica. Si svolse ufficialmente per la prima volta nel 2010, con successo dei Turchini[5].

## Derby provinciali
Alpes-Maritimes
- Derby delle Alpi Marittime: Cannes-Nizza, partita storica di grande rilievo e molto attesa dai tifosi. La rivalità dei tifosi è molto alta, sin dai tempi passati, anche per via dei soli 10 km di distanza tra le due città. Precedenti sia in ligue 1 che in ligue 2.

Bouches-du-Rhône
- Derby del Rodano: Istres-AC Arles-Avignon, partita di grande rilievo, giocata la prima volta nel 1964, con vittoria gialloblu. Precedenti sia in Ligue 2 che nel Championnat National.
- Derby Istres-Martigues (Le derby de l'Etang de Berre): FC Istres-FC Martigues, è un derby svolto ad Istres, stracittadina della Provenza. Si svolse ufficialmente per la prima volta nel 1980, con successo giallorosso.
- Derby Marsiglia-Aixoise: Marsiglia-Aixoise, una rivalità che risale negli anni 1950-1960. Precedenti sia in Ligue 1 che in Ligue 2.

Loira
- Derby della Loira: Nantes-Saint-Étienne, partita di grande rilievo e di orgoglio fra le due tifoserie. Questo derby risale dal 1964, per la supremazia nazionale. Si sono incontrati anche in finale della Coupe de France, con successo dei Les Verts. Precedenti sia in ligue 1 che in ligue 2.

Nord
- Derby del dipartimento Nord: Lilla-Valenciennes, partita di grande rilievo fra le due tifoserie. La prima partita tra i due club risale nel 1957, con vittoria dei Les Athéniens. Precedenti sia in ligue 1 che in ligue 2.

## Derby regionali
Mentre i derby cittadini sono piuttosto rari in Francia, i derby regionali locali sono invece molto comuni. E poiché i francesi di solito si identificano principalmente con la loro città o regione (Esprit de clocher), questi derby locali attirano molta attenzione.
L'atmosfera che circonda i derby locali può essere elettrica, pur rimanendo relativamente di buon umore per la maggior parte del tempo. A livello nazionale alcuni derby sono considerati più importanti di altri: le partite tra Saint-Étienne e Lione o Lille e Lens sono eventi molto attesi, mentre una partita tra Rouen e Le Havre, ad esempio, riceverebbe meno copertura nazionale.

### Alsazia
- Derby d'Alsazia (Le derby d'Alsace): Strasbourg-Colmar, è il più importante derby dell'Alsazia. Questa rivalità risale nel 1948, con un pareggio nella massima competizione francese. Da quel tempo si sono affrontati maggiormente nei Championnat National, con un bilancio di 2 vittorie dello Strasbourg, due pareggi e 3 vittorie del Colmar[6].
- Derby d'Alsazia: Strasbourg-Mulhouse, è uno dei principali derby dell'Alsazia. Dal 1930 al 1980 era il derby principale della regione. Questa rivalità risale nel 1934, con vittoria dei les Fécémistes[7].

### Borgogna
- Derby della Borgogna (Derby de Bourgogne): Digione-Auxerre, è il più importante derby della Borgogna. La prima partita tra i due club risale nel 2011, con un pareggio nella massima competizione francese. Da quel momento si sono affrontate varie volte, tra Ligue 1, Coupe de France e Ligue 2 con un bilancio di 3 vittorie del Digione, tre pareggi e 4 vittorie dell'Auxerre[8].
- Derby Digione-FC Montceau: Digione-FC Montceau Bourgogne, è un derby della Borgogna. La prima partita tra i due club risale nel 1987, con vittoria biancorossa. Da quel momento si sono affrontate varie volte, tutte in Ligue 2, con un bilancio equilibrato (3 vittorie a testa)[9].
- Derby Auxerre-Gueugnon: Auxerre-Gueugnon, è un derby della Borgogna. La prima partita tra i due club risale nel 1979, con vittoria biancoazzurra. Precedenti sia in Ligue 1 che in Ligue 2[10].
- Derby Digione-Gueugnon: Digione-Gueugnon, è un derby della Borgogna. La prima partita tra i due club risale nel 1987, con un pareggio. Precedenti solo in Ligue 2[11].
- Derby Digione-Louhans Cuiseaux: Digione-Louhans-Cuiseaux, è un derby della Borgogna. La prima partita tra i due club risale nel 1987, con un pareggio a reti bianche. Precedenti solo in Ligue 2[12].
- Derby Louhans Cuiseaux-Gueugnon: Louhans-Cuiseaux-Gueugnon, è un derby della Borgogna. La prima partita tra i due club risale nel 1984, con un pareggio a reti bianche. Precedenti sia in Ligue 2 che nei Championnat National[13].
- Derby FC Montceau-Louhans Cuiseaux: FC Montceau Bourgogne-Louhans-Cuiseaux, è un derby della Borgogna. La prima partita tra i due club risale nel 1986, con vittoria biancorossa. Precedenti sia in Ligue 2 che nel Championnat de France Amateurs 2[14].

### Bretagna
- Derby della Bretagna (Le derby breton): Brest-Guingamp, è il più importante derby della Bretagna. La prima partita tra i due club risale nel 1988, con un pareggio. Da quel momento si sono affrontate varie volte, tutte in Ligue 2, con un bilancio di 4 vittorie del Brest, sei pareggi e 5 vittorie del Guingamp[15].
- Derby Lorient-Guingamp: Lorient-Guingamp, è un derby della Bretagna. La prima partita tra i due club risale nel 1985, con vittoria dei rossoneri. Precedenti sia in Ligue 1 che in Ligue 2[16].
- Derby Rennes-Guingamp: Rennes-Guingamp, è un derby della Bretagna. La prima partita tra i due club risale nel 1979, con un pareggio. Precedenti sia in Ligue 1 che in Ligue 2[17].
- Derby Rennes-Guingamp: Rennes-Lorient, è un derby della Bretagna. La prima partita tra i due club risale nel 1987, con un pareggio a reti banche. Precedenti sia in Ligue 1 che in Ligue 2[18].
- Derby Brest-Lorient: Brest-Lorient, è un derby della Bretagna. La prima partita tra i due club risale nel 2004, con vittoria dei Les merlus. Precedenti sia in Ligue 1 che in Ligue 2[19].
- Derby Brest-Rennes: Brest-Rennes, è un derby della Bretagna. La prima partita tra i due club risale nel 1983, con un pareggio. Precedenti sia in Ligue 1 che in Ligue 2[20].

### Centro
- Derby del Centro (Le derby de Centre): Tours-Châteauroux, è il più importante derby della regione francese Centro. La prima partita tra i due club risale nel 1979, con vittoria dei Les Ciel et Marine. Da quel momento si sono affrontate varie volte, tutte in Ligue 2, con un bilancio di 12 vittorie del Tours, due pareggi e 5 vittorie del Châteauroux[21].
- Derby Orléans-Châteauroux: Orléans-Châteauroux, è un derby della regione francese Centro. La prima partita tra i due club risale nel 1979, con vittoria del La Berri. Dopo quasi 30 anni senza incrociarsi, il 29 agosto 2014 si sono incrociati, di nuovo in Ligue 2, nel match terminato a reti bianche[22]. Precedenti solo in Ligue 2[23].
- Derby Tours-Orléans: Tours-Orléans, è un derby la regione francese Centro. La prima partita tra i due club risale nel 1979, con vittoria dei giallorossi. Precedenti solo in Ligue 2[24].
- Derby Orléans-Bourges 18: Orléans-Bourges 18, è un derby la regione francese Centro. La prima partita tra i due club risale nel 1990, con pareggio a reti bianche. Precedenti solo in Ligue 2[25].
- Derby Orléans-Blois: Orléans-Blois Football 41, è un derby la regione francese Centro. La prima partita tra i due club risale nel 1979, con un pareggio. Precedenti solo in Ligue 2 (in soli due incontri, l'ultimo nella stessa stagione)[26].
- Derby Châteauroux-Bourges 18: Châteauroux-Bourges 18, è un derby la regione francese Centro. La prima partita tra i due club risale nel 1992, con pareggio per 1-1. Complessivamente si sono sfidati un'altra volta e nella stessa stagione, con un pareggio. Precedenti solo in Ligue 2[27].
- Derby Châteauroux-Blois: Châteauroux-Blois Football 41, è un derby la regione francese Centro. La prima partita, l'ultimo tra i due club risale nel 1979, con vittoria giallorossa. Precedenti solo in Ligue 2 (in soli due incontri nella stessa stagione)[28].
- Derby Tours-Bourges 18: Tours-Bourges 18, è un derby la regione francese Centro. La prima partita tra i due club risale nel 1990, con vittori dei Les Ciel et Marine. Precedenti solo in Ligue 2[29].
- Derby Tours-Blois: Tours-Blois Football 41, è un derby la regione francese Centro. La prima partita, l'ultimo tra i due club risale nel 1979, con vittoria dei Les Ciel et Marine. Precedenti solo in Ligue 2 (in soli due incontri nella stessa stagione)[30].

### Champagne-Ardenne
- Derby della Champagne-Ardenne (Le derby de la Champagne-Ardenne): Stade de Reims-Sedan, è il più importante derby della Champagne-Ardenne. La prima partita tra i due club risale nel 1955, con un pareggio. Da quel momento si sono affrontate varie volte, sia in Ligue 1 che in Ligue 2, con un bilancio di 14 vittorie dello Stade Reims, tredici pareggi e 15 vittorie del Sedan[31].
- Derby Stade de Reims-Troyes: Stade de Reims-Troyes, è un derby della Champagne-Ardenne. La prima partita tra i due club risale nel 1954, con un pareggio. Precedenti sia in Ligue 1 che in Ligue 2[32].
- Derby Sedan-Troyes: Sedan-Troyes, è un derby della Champagne-Ardenne. La prima partita tra i due club risale nel 1953, con pareggio a reti bianche. Precedenti sia in Ligue 1 che in Ligue 2[33].

### Corsica
- Derby della Corsica (Le derby corse): AC Ajaccio-SC Bastia, è il più importante derby della Corsica. La prima partita tra i due club risale nel 1968, con vittoria dei I Turchini. Da quel momento si sono affrontate varie volte, sia in Ligue 1 che in Ligue 2, con un bilancio di 9 vittorie dello AC Ajaccio, cinque pareggi e 15 vittorie del SC Bastia[34].

### Franca Contea
- Derby Besançon-Sochaux: Besançon-Sochaux, è il più importante derby della Franca Contea. Hanno fatto solo due incontri in una stagione, la prima con vittoria per 7-0 per i gialloblu. Precedenti solo in Ligue 2[35].

### Île-de-France
L'unico derby tra due squadre di questa regione che si è disputato in Ligue 1 o in Ligue 2 è il Derby di Parigi.

### Linguadoca-Rossiglione
- Derby della Linguadoca (Le derby du Languedoc): Montpellier-Nîmes, è il più importante derby della Linguadoca-Rossiglione. La prima partita tra i due club risale nel 1952, con vittoria dei Les Crocodiles. Da quel momento si sono affrontate varie volte, sia in Ligue 1 che in Ligue 2, con un bilancio di 4 vittorie del Montpellier, undici pareggi e 6 vittorie del Nîmes[36].
- Derby dell'Hérault (Le derby de l'Hérault): Montpellier-Sète, è un derby della Linguadoca-Rossiglione. La prima partita tra i due club risale nel 1933, con vittoria dei La Paillade. Precedenti sia in Ligue 1 che in Ligue 2[37].
- Derby Nîmes-Sète: Nîmes-Sète, è un derby della Linguadoca-Rossiglione. La prima partita tra i due club risale nel 1932, con vittoria dei Dauphins. Precedenti sia in Ligue 1 che in Ligue 2[38].
- Derby Montpellier-Olympique d'Alès: Montpellier-Olympique d'Alès, è un derby della Linguadoca-Rossiglione. La prima partita tra i due club risale nel 1932, con un pareggio. Precedenti sia in Ligue 1 che in Ligue 2[39].
- Derby Nîmes-Olympique d'Alès: Nîmes-Olympique d'Alès, è un derby della Linguadoca-Rossiglione. La prima partita tra i due club risale nel 1946, con un pareggio. Precedenti sia in Ligue 1 che in Ligue 2[40].
- Derby Sète-Olympique d'Alès: Sète-Olympique d'Alès, è un derby della Linguadoca-Rossiglione. La prima partita tra i due club risale nel 1934, con vittoria dei Dauphins. Precedenti sia in Ligue 1 che in Ligue 2[41].
- Derby Montpellier-Avenir Béziers: Montpellier-AS Béziers, è un derby della Linguadoca-Rossiglione. La prima partita tra i due club risale nel 1950, con un pareggio. Precedenti solo in Ligue 2[42].
- Derby Nîmes-Avenir Béziers: Nîmes-AS Béziers, è un derby della Linguadoca-Rossiglione. La prima partita tra i due club risale nel 1948, con vittoria dei Les Blaugranas. Precedenti sia in Ligue 1 che in Ligue 2[43].

### Poitou-Charentes e Limosino
- Derby Niort-Limoges: Niort-Limoges, è il più importante derby tra la Poitou-Charentes e il Limosino. La prima partita tra i due club risale nel 1985, con vittoria biancorossa. Precedenti solo in Ligue 2[44].
- Derby Angoulême-Limoges: Angoulême-Limoges, è un derby tra la Poitou-Charentes e il Limosino. La prima partita tra i due club risale nel 1979, con vittoria dei Les Bleus. Precedenti sia in Ligue 2 che nella Ligue du Centre-Ouest[45].

### Lorena
- Derby della Lorena (Le derby Lorrain): Metz-Nancy, è il più importante derby della Lorena. La prima partita tra i due club risale nel 1946, con vittoria per 6-0 dei I Granata. Da quel momento si sono affrontate varie volte, sia in Ligue 1 che in Ligue 2, con un bilancio di 30 vittorie del Metz, diciotto pareggi e 24 vittorie del Nancy[46].
- Derby Nancy-SAS Epinal: Nancy-Stade Athlétique Spinalien, è un derby della Lorena. La prima partita tra i due club risale nel 1992, con vittoria dei Les chardons. Precedenti solo in Ligue 2[47].

### Nord-Passo di Calais
- Derby del Nord (Derby du Nord): Lilla-Lens, è il più importante derby del Nord-Passo di Calais. La prima partita tra i due club risale nel 1945, con vittoria dei Les Sang et or. Da quel momento si sono affrontate varie volte, sia in Ligue 1 che in Ligue 2, con un bilancio di 32 vittorie del Lilla, trentuno pareggi e 27 vittorie del Lens[48].
- Derby LOSC Lille-Valenciennes: Lilla-Valenciennes, è un derby del Nord-Passo di Calais. La prima partita tra i due club risale nel 1957, con vittoria di misura dei Les Dogues. Precedenti solo nella massima serie francese[49].
- Derby Lens-Valenciennes: Lens-Valenciennes, è un derby del Nord-Passo di Calais. La prima partita tra i due club risale nel 1937, con vittoria di misura dei Les Sang et or. Precedenti sia in Ligue 1 che in Ligue 2[50].
- Derby LOSC Lille-US Boulogne: Lilla-Boulogne, è un derby del Nord-Passo di Calais. Si sono affrontati solo in due occasioni, tutte nella stagione 2009-10, il primo ed unico anno per il Boulogne nella massima serie francese, in entrambe le occasioni vincono i Les Dogues. Precedenti solo in Ligue 1[51].
- Derby Lens-US Boulogne: Lens-Boulogne, è un derby del Nord-Passo di Calais. La prima partita tra i due club risale nel 2009, con vittoria rossonera. Precedenti sia in Ligue 1 che in Ligue 2[52].
- Derby Valenciennes-US Boulogne: Valenciennes-Boulogne, è un derby del Nord-Passo di Calais. Si sono affrontati solo in due occasioni, tutte nella stagione 2009-10, il primo ed unico anno per il Boulogne nella massima serie francese, nella prima vincono i Les Athéniens e nella seconda, ed ultima in campionato, finisce con un pareggio. Precedenti sia in Ligue 1 sia in Coupe de la Ligue[53].
- Derby della Côte d'Opale (Derby de la Côte d'Opale): Boulogne-Dunkerque[54][55][56]

### Normandia
- Derby della Normandia (Le derby Normand): Le Havre-Rouen, è il più importante derby della Normandia. La prima partita tra i due club risale nel 1938, con vittoria dei Les Ciel et Marine. Da quel momento si sono affrontate varie volte, sia in Ligue 1 che in Ligue 2, con un bilancio di 9 vittorie del Le Havre, cinque pareggi e 8 vittorie del Rouen[57].
- Derby della Normandia (Le derby Normand): Le Havre-Caen, è un derby della Normandia. La prima partita tra i due club risale nel 1984, con vittoria di misura dei Les Ciel et Marine. Precedenti sia in Ligue 1 che in Ligue 2[58].
- Derby Caen-Rouen: Caen-Rouen, è un derby della Normandia. La prima partita tra i due club risale nel 1985, con vittoria rossoblu. Precedenti solo in Ligue 2[59].

### Paesi della Loira
- Derby dell'Ouest (Le grand derby de l'Ouest): Angers-Nantes, è il più importante derby dei Paesi della Loira. La prima partita tra i due club risale nel 1946, con vittoria dei Les Canaris. Da quel momento si sono affrontate varie volte, sia in Ligue 1 che in Ligue 2, con un bilancio di 12 vittorie dell'Angers, tredici pareggi e 32 vittorie del Nantes[60].
- Derby dell'Anjou (Le derby de l'Anjou): Angers-Laval, è un derby dei Paesi della Loira. La prima partita tra i due club risale nel 1976, con un pareggio. Da quel momento si sono affrontate varie volte, sia in Ligue 1 che in Ligue 2, con un bilancio di 40 vittorie dell'Angers, undici pareggi e 13 vittorie del Laval[61].
- Derby Laval-Nantes: Laval-Nantes, è un derby dei Paesi della Loira. La prima partita tra i due club risale nel 1976, con vittoria dei Les Canaris. Precedenti sia in Ligue 1 che in Ligue 2[62].
- Derby Le Mans-Nantes: Le Mans-Nantes, è un derby dei Paesi della Loira. La prima partita tra i due club risale nel 1946, con vittoria rocambolesca dei Les Canaris. Precedenti sia in Ligue 1 che in Ligue 2[63].
- Derby Le Mans-Angers: Le Mans-Angers, è un derby dei Paesi della Loira. La prima partita tra i due club risale nel 1946, con vittoria dei les Scoïstes. Precedenti solo in Ligue 2[64].
- Derby Le Mans-Laval: Le Mans-Laval, è un derby dei Paesi della Loira. La prima partita tra i due club risale nel 1946, con vittoria dei Les Tangos. Precedenti solo in Ligue 2[65].

### Piccardia
- Derby della Piccardia (Le derby picard): Amiens-Beauvais, è il più importante derby della Piccardia. La prima partita tra i due club risale nel 1986, con vittoria bianconera. Da quel momento si sono affrontate varie volte, sia in Ligue 2 che nei Championnat National, con un bilancio di 7 vittorie dell'Amiens, dieci pareggi e 7 vittorie del Beauvais[66].
- Derby Beauvais-Quentin: Beauvais-Olympique Saint-Quentin, è un derby della Piccardia. Si sono incontrati solo 2 volte, tutte nella stagione 1990-91, con un pareggio e una vittoria dei Sang et neige. Precedenti solo in Ligue 2[67].

### Provenza-Alpi-Costa Azzurra
- Derby della Costa Azzurra (Derby de la Côte d'Azur): Nizza-Monaco, è il più importante derby della Costa Azzurra. La prima partita tra i due club risale nel 1953, con vittoria dei nizzardi. Da quel momento si sono affrontate varie volte, solo in Ligue 1.[68].
- Derby Marsiglia-Monaco: Marsiglia-Monaco, è un derby della Costa Azzurra. La prima partita tra i due club risale nel 1953, con un pareggio. Precedenti sia in Ligue 1 che in Europa League[69].
- Derby Marsiglia-Nizza: Marsiglia-Nizza, è un derby della Costa Azzurra. La prima partita tra i due club risale nel 1932, con vittoria dei Les Aiglons. Precedenti sia in Ligue 1 che in Coupe de France[70].
- Derby Monaco-Arles-Avignon: Monaco-Arles-Avignon, è un derby della Costa Azzurra. La prima partita tra i due club risale nel 2010, con pareggio a reti bianche. Precedenti sia in Ligue 1 che in Ligue 2[71].
- Derby Nizza-Arles-Avignon: Nizza-Arles-Avignon, è un derby della Costa Azzurra. Si sono incontrati solo 2 volte, tutte nella stagione 2010-11, con un pareggio e una vittoria dei Les Aiglons. Precedenti solo in Ligue 1[72].
- Derby Marsiglia-Arles-Avignon: Marsiglia-Arles-Avignon, è un derby della Costa Azzurra. Si sono incontrati solo 2 volte, tutte nella stagione 2010-11, ambedue con vittoria dei Les Phocéens. Precedenti solo in Ligue 1[73].
- Derby Arles-Avignon-Istres: Arles-Avignon-Istres, è un derby della Costa Azzurra. La prima partita tra i due club risale nel 2009, con un pareggio. Precedenti sia in Ligue 2 che nei Championnat National[74].
- Derby Monaco-Istres: Monaco-Istres, è un derby della Costa Azzurra. La prima partita tra i due club risale nel 2004, con vittoria dei Les Rouge et Blanc. Precedenti sia in Ligue 1 che in Ligue 2[75].
- Derby Marsiglia-Istres: Marsiglia-Istres, è un derby della Costa Azzurra. Si sono incontrati solo 2 volte, tutte nella stagione 2004-05, con una vittoria dei Les Phocéens e un pareggio. Precedenti solo in Ligue 1[76].
- Derby Nizza-Istres: Nizza-Istres, è un derby della Costa Azzurra. La prima partita tra i due club risale nel 1991, con vittoria dei Les Aviateurs. Precedenti sia in Ligue 1 che in Ligue 2[77].

### Rodano-Alpi
- Derby del Rodano-Alpi (Le derby rhône-alpin): Saint-Étienne-Lione, è il più importante derby del Rodano-Alpi. La prima partita tra i due club risale nel 1945, con vittoria dei Les Verts. Da quel momento si sono affrontate varie volte, sia in Ligue 1 che in Ligue 2, con un bilancio di 38 vittorie del Saint-Étienne, trentaquattro pareggi e 33 vittorie del Lione[78].
- Derby del Rodanalpi (Le derby rhônalpin): Saint-Étienne-Grenoble, è un derby del Rodano-Alpi. La prima partita tra i due club risale nel 1960, con un pareggio. Da quel momento si sono affrontate varie volte, sia in Ligue 1 che in Ligue 2, con un bilancio di 18 vittorie del Saint-Étienne, sette pareggi e 4 vittorie del Grenoble[79].
- Derby Saint-Étienne-Evian: Saint-Étienne-Evian, è un derby del Rodano-Alpi. La prima partita tra i due club risale nel 2011, con vittoria dei Les Aviateurs. Precedenti solo in Ligue 1[80].
- Derby Lione-Evian: Lione-Evian, è un derby del Rodano-Alpi. La prima partita tra i due club risale nel 2011, con vittoria dei Les Gones. Precedenti solo in Ligue 1[81].
- Derby Lione-Grenoble: Lione-Grenoble, è un derby del Rodano-Alpi. La prima partita tra i due club risale nel 1952, con un pareggio. Precedenti sia in Ligue 1 che in Ligue 2[82].
- Derby Evian-Grenoble: Evian-Grenoble, è un derby del Rodano-Alpi. Si sono incontrati solo 2 volte, tutte nella stagione 2010-11. Precedenti solo in Ligue 2[83].

## Altri derby e rivalità
Mentre l'attribuzione del soprannome classico può essere piuttosto semplice in paesi come la Spagna, le cose non sono così chiare in Francia. Ci sono due scuole di pensiero su quale partita si qualifica come il classico francese.
- Le Classique: Marsiglia-PSG. La maggior parte delle persone considererebbe OM vs PSG il classico francese. Tuttavia, alcuni potrebbero obiettare che questa è solo una scelta geopolitica poiché Parigi e Marsiglia sono rispettivamente la prima e la seconda città più popolate della Francia e la rivalità tra le due città in origine non aveva nulla a che fare con il calcio. Altri sostengono che, poiché PSG e OM di solito hanno i due maggiori budget nel calcio francese, la partita tra i due meritava di essere etichettata come il classico francese. Famigerata fino alla metà degli anni 2000, con molta tensione e comportamenti aggressivi da parte dei tifosi di entrambe le squadre, la rivalità si sta attenuando, poiché Parigi ha visto le sue capacità finanziarie salire alle stelle.
- Choc des Olympiques: Marsiglia-Lione. La grande emittente calcistica francese Canal+ chiama questo gioco "Olympico" riferendosi anche a El Clásico. Si riferisce specificamente alle partite individuali tra le squadre. A differenza di Le Classique, la rivalità non ha sangue cattivo al suo interno e, invece, nasce dalla competitività dei giocatori, dei dirigenti, dei tifosi e della gerarchia presidenziale di ogni club. La rivalità è spesso citata come particolarmente importante in quanto entrambi i club sono di alto livello nel calcio francese e il campionato veniva regolarmente deciso tra i due. Marsiglia e Lione (insieme a Saint-Étienne) sono le uniche squadre francesi ad aver vinto la prima divisione francese per quattro volte consecutive, con il Marsiglia che lo ha fatto due volte.
- Le Cashico: PSG-Monaco.
- Derby del Rodano: Saint-Étienne-Lione.
- Derby du Sud: Bordeaux-Marsiglia.
- Derby de l'Atlantique: Nantes-Bordeaux.
- Derby de la Garonne: Tolosa-Bordeaux.
- Derby de l'Est: Metz-Strasbourg.
- Derby de la N77: Auxerre-Troyes.[84]
- Derby de la Méditerranée: Nizza-Bastia.
- Rivalità calcistica Montpellier-Marsiglia.
- Rivalità calcistica Paris SG-Saint-Étienne.
- Derby de la saucisse: Strasbourg-Tolosa.
- Le match de l'affaire: Valenciennes-Marsiglia.
- L'affaire de la banderole volée: Lione-Nizza.
- Rivalità calcistica Olympique Lione-Paris SG.
- Derby provençal: Tolone-Marsiglia.